# Monsireigne

Monsireigne este o comună în departamentul Vendée, Franța. În 2009 avea o populație de 891 de locuitori.